# A kolozsvári magyar színjátszás története

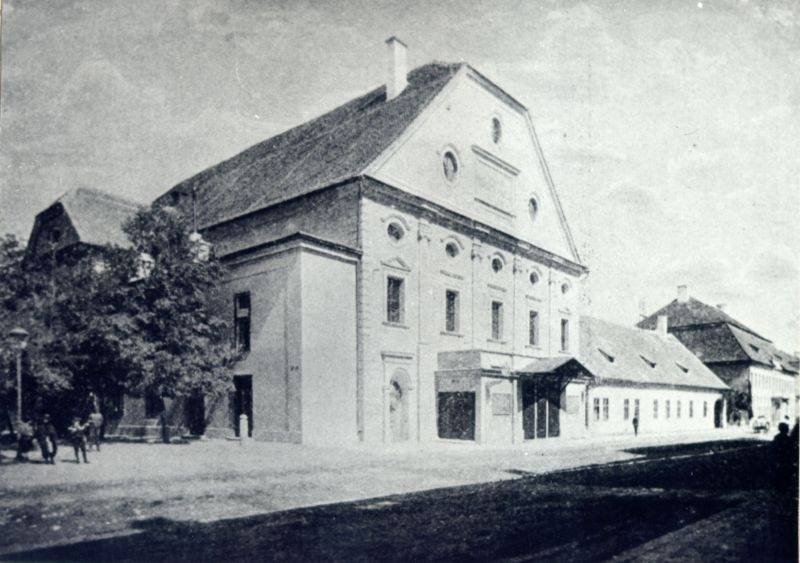
A Farkas utcai kőszínház

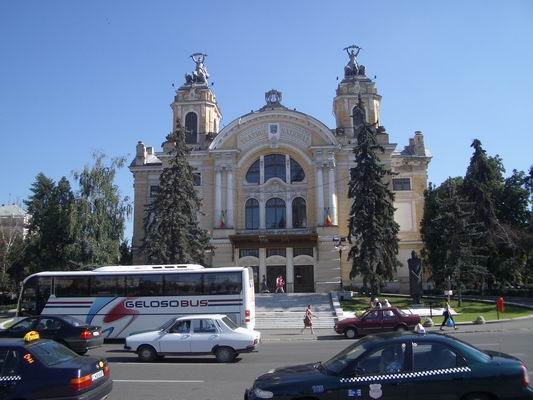
A Hunyadi-téri színházépület, jelenleg a Nemzeti Színház otthona

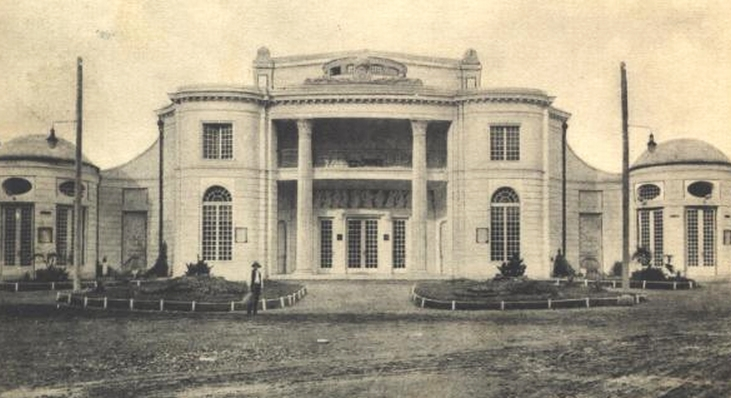
A sétatéri színház Janovics idejében

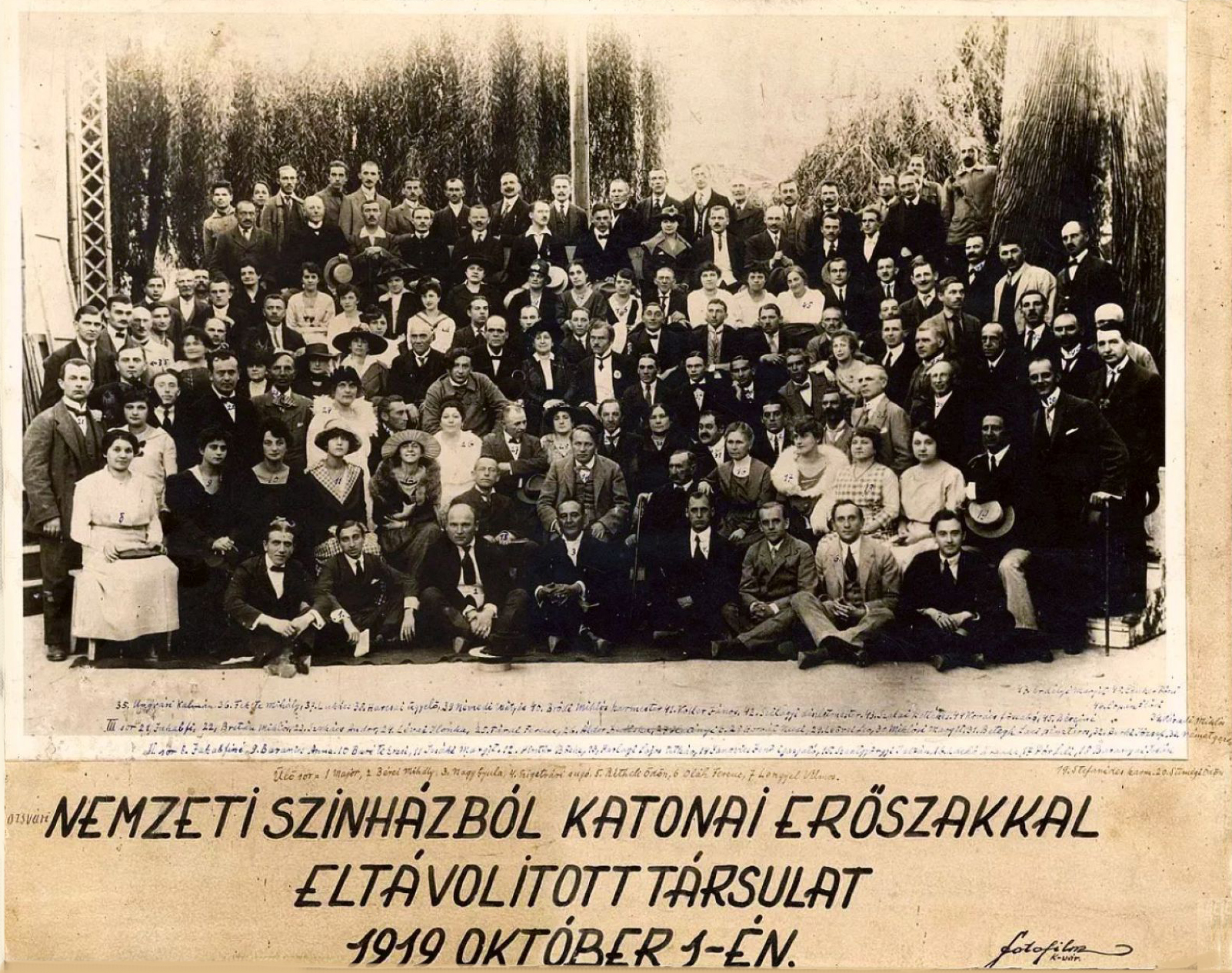
Ülő sor:; Major, Bérci Mihály, Nagy Gyula, Szigetvári (súgó), Rétheli Ödön, Oláh Ferenc, Lengyel Vilmos, I. sor: Jakabfiné, Baranics Anna, Baróti Erzsi, Izsáki Margit, Pintér Böske, Parlaghy Lajos (titkár), Janovics Jenő (igazgató), Szentgyörgyi István, Laczkó Aranka, Poór Lili, Baranyai Jolán, Stefanides (karmester), Sümegi Ödön, II. sor: Jakabfi, Bretán Miklós, Szakács Andor, Lévai Ilonka, Táray Ferenc, Áldor Juliska, Fekete Mihály (Áldor Juliska fölött), Hetényi Elemér, Horváth Nusi, Leövey Leo, Miklósi Margit, Betegh László (pénztáros), Berki József, Német gazda, Váradi Miklós, III. sor: Ungvári Kálmán, Továbbá: Lukács, Harcsai (ügyelő), Némedi Mátyás, Bródy Miklós (karmester), Koller János, Szilágyi (díszletmester), Szalai (kellékes), Kovács (főszabó), Bérciné, Copán Flóri, Erdélyi Margit, Cenker Rózsi.

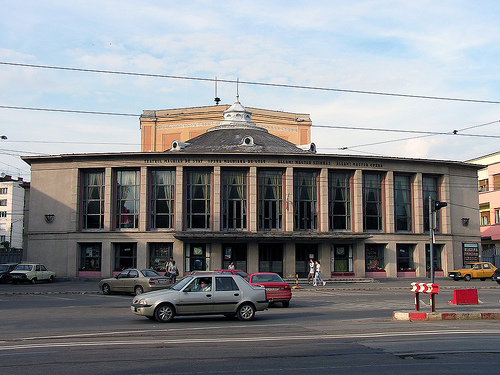
A sétatéri színházépület jelenleg

A kolozsvári magyar színjátszás több mint 200 éves múltra tekint vissza.

## Előzmények röviden
1792. november 11-én (más források szerint december 17-én) az első „erdélyi magyar nemes” színtársulat még a Rhédey-palota báltermében mutatta be a Köleséri vagy a titkos ellenkezés című színdarabot, de a város 1821-től már kőszínházzal is rendelkezett, amelynek felügyeletére az erdélyi országgyűlés 1843-ban rendelte el az Országos Színházi Bizottság felállítását, melynek elnöke Mikó Imre lett.
A szabadságharc és az osztrák katonai kormányzás alatt ugyan német társulatnak adták bérbe a teátrumot, de 1851-ben visszaállt a szabadságharc előtti helyzet. Mikó Imre irányításával az 1850-es–1860-as években rendezték a színház anyagi helyzetét, főépületét felújították.
Katona József Bánk bánja a színház Farkas utcai állandó otthonának 1821-es avatását köszöntő pályázatra íródott. Ez az épület, a magyar nyelvterület első kőszínháza, az 1930-as évek elejéig a mai Kogălniceanu utcai Egyetemiek Háza helyén állott, a színtársulat azonban már 1906-ban az új Hunyadi – később Ștefan cel Mare – téri Nemzeti Színház-épületbe költözött, ahonnan 1919 után került a sétatéri Színkör épületébe.

## A kolozsvári színjátszás a két világháború közt
A kolozsvári színház gazdag hagyományok birtokában vált a kibontakozó romániai magyar irodalmi élet hatékony fórumává. Janovics Jenő, aki 1930-ig igazgatta az együttest, irodalmi olimpiászokat szervezett a legjelesebb erdélyi magyar írók részvételével, az erdélyi magyar drámaírás megteremtésére pályázatokat hirdetett (az 1923-as pályázatra írta Tamási Áron az Ősvigasztalást), munkás- és ifjúsági előadások szervezésével biztosította az anyanyelv művelését tömegszinten.
A nagy gazdasági világválság nehézségeit úgy próbálták átvészelni, hogy Színpártoló Egyesületet alapítottak, s az 1930-as évek elején Janovics Jenő művezetői ténykedése mellett, László Ákos és Tiboldy Zoltán igazgatásával az anyagi szükségletek egy részét közösségi adományokból fedezték. E korszak végén alakult meg a Thália rt., amely 1933 és 1940 között Kádár Imrét bízta meg a színház igazgatásával. Ebben az időszakban vált szorossá a színház kapcsolata a Helikon írói társulással, s az 1936-tól évente közösen meghirdetett drámapályázat hatására bontakozott ki Tamási Áron, Nagy István, Tomcsa Sándor drámaírói művészete.
A két világháború közt 43 szerző 68 művét mutatták be. A színi mozgalom irodalmi hatékonyságát bizonyítja, hogy a szerzők sorában ott találjuk Áprily Lajos, Bánffy Miklós, Bárd Oszkár, Benedek Elek, Gulácsy Irén, Hunyady Sándor, Jékely Zoltán, Karácsony Benő, Kós Károly, Kuncz Aladár, Molter Károly, Nagy István, Nyirő József, Szentimrei Jenő, Tabéry Géza, Tamási Áron, Tomcsa Sándor nevét. Az erdélyi népművészetet gyümölcsöztetve, sajátos játékstílussal kísérleteztek, amit a színháztörténet kék madár vonulatként tart számon.
A szülőföld vox humanája, a testvériség jegyében tűzték műsorra a korszak legjelentősebb román drámaíróinak műveit is. Lucian Blaga Zamolxéja Bárd Oszkár fordításában megelőzte a román bemutatást, Victor Eftimiu Prométheusz és Ion Minulescu A szerelmes próbabábu c. darabja Kádár Imre, Nicolae Iorga Apáról fiúra c. darabja Bitay Árpád fordításában került színpadra.
A helyi hagyománynak megfelelően a kolozsvári magyar színház az európai színi kultúra klasszicizmusához mérte műsorát és előadásait, nem felejtkezve meg arról, hogy itt már 1794-ben a Hamlet és Schiller Tolvajokja is színre került. Janovics és Kádár színháza emlékezetes Shakespeare-ciklussal, Gorkij és Csehov, Ibsen drámáinak jeles bemutatásával, Molière-előadásokkal jelölte meg a dramaturgiai igények fokát. 1940 és 1944 között a színház élén Kemény János elnök-igazgató mellett Táray Ferenc (1942-ig) és Mihályffy Béla művészeti igazgató állt.

## A kolozsvári magyar színjátszás a második világháború után
A második világháború után az állami dotáció nyugodt munkamenetet biztosított a kolozsvári Állami Magyar Színháznak. Az újraindulás szervezési feladatait Fekete Mihály, Kőmíves Nagy Lajos vállalta, majd 1945 júniusától ismét Janovics Jenő igazgatta a színházat haláláig. A sétatéri Színkörben berendezkedő Állami Magyar Színház élére ekkor Szentimrei Jenő (1945-49) került, aki haladó hagyományaink és a kortárs darabokból alakította ki a színház műsorpolitikáját.
Harag György, Kovács Dénes és Méliusz József (1949), majd Marosi Péter (1949-52), Kovács József (1952-53), Nagy Béla (1953-56), Tamás Gáspár (1956-60) igazgatása alatt a kor kevés értéket kínáló, a sematizmus és problémátlanság kísértésével küszködő drámaterméséből műsorra került mindaz, ami irodalmi értéket felmutatott: így Balla Károly már fordulatot jelző Vádolom magam c. darabja, Kiss Jenő A fehér ember, Kiss László-Kováts Dezső Vihar a havason, Nagy István A gyár ostroma, Sütő András-Hajdu Zoltán Mezítlábas menyasszony c. műve.
A következő időszak színigazgatói, Huszár Sándor (1960-64) és Senkálszky Endre (1964-69) már a kor életérzését a maga teljességében ábrázoló, az új témát illő dramaturgiai keretben megszólaltató drámák között válogathattak. Deák Tamás (Demetrius, Ádám elkárhozása), Huszár Sándor (A házasságok a földön köttetnek), Földes Mária (Baleset az Új utcában), Méhes György (Harminchárom névtelen levél, Barbár komédia) jelentkezése a kortárs romániai magyar dráma kibontakozásának szakaszát jelezte.
Bisztrai Mária igazgatása alatt, a kolozsvári Állami Magyar Színház eredeti drámákat bemutató műsora egyben a romániai magyar színműírás kibontakozását mutatja. Bálint Tibor (Sánta angyalok utcája), Csávossy György (Özvegy és leánya, Kemény Zsigmond nyomán), Csiki László (Öreg ház), Kocsis István (A korona aranyból van), Páskándi Géza (Tornyot választok) művei s a Sütő-trilógia Harag György rendezésében (Egy lócsiszár virágvasárnapja, Csillag a máglyán, Káin és Ábel) esztétikai értékeiken túl egyben szép példái a szülőföld sajátos problémái iránt való elkötelezettségnek, s mint a legnagyobb átlagnézőszámot megvalósító bemutatók, sokatmondóan minősítik a színház és irodalom kapcsolatát.
A kolozsvári Állami Magyar Színház alkalmi Stúdió-színpadán a színművészek a klasszikus (görög ciklus: Aiszkhülosz- és Szophoklész-oratórium) és modern (Mrożek, Schisgall, Aldo Nicolai) drámaírók egy-egy filozófiai veretű művének interpretálásával s írói megemlékezések (köztük két Ady-est, Kós Károly ünneplése, hazai magyar költők) műsorával szerepeltek.
A színház egyes művészei tevékeny részt vállaltak a Művelődési Ház színjátszó együttesének s a főiskolások színjátszó csoportjainak patronálásában, s Kolozsvár iskolaváros lévén, jelentős szerepet töltöttek be az ifjúság számára rendezett színházi előadások.

## A kolozsvári magyar színjátszás története kiadványokban
A kolozsvári magyar színjátszás gazdag történetének feldolgozására vállalkozott Jancsó Elemér Az erdélyi színészet hőskora (Erdélyi Ritkaságok 1942. 2. kiadás), A kolozsvári magyar színház megalakulása és a felvilágosodás (NyIrK, 1963/1) és A kolozsvári magyar színház útja a romantikától a realizmusig (NyIrK, 1963/2) c. tanulmányai együtt is megjelentek az Irodalomtörténet és időszerűség (1972) c. gyűjteményben. A két világháború közötti romániai magyar drámaírás történetét Kötő József doktorátusi szakdolgozatban írta meg, ebből részletek jelentek meg Fejezetek a romániai magyar dráma történetéből (Kolozsvár, 1976) címmel.